# Добешув (Глубчицький повіт)
Добешув (пол. Dobieszów, нім. Dobersdorf) — село в Польщі, у гміні Глубчиці Глубчицького повіту Опольського воєводства.
Населення — 85 осіб (2011).
У 1975-1998 роках село належало до Опольського воєводства.

## Демографія
Демографічна структура станом на 31 березня 2011 року:
|          | Загалом | Допрацездатний вік | Працездатний вік | Постпрацездатний вік |
| -------- | ------- | ------------------ | ---------------- | -------------------- |
| Чоловіки | 46      | 10                 | 27               | 9                    |
| Жінки    | 39      | 6                  | 23               | 10                   |
| Разом    | 85      | 16                 | 50               | 19                   |